# 东区火政会
30°53′21″N 121°00′54″E / 30.88910°N 121.01488°E
东区火政会，位于中华人民共和国上海市金山区枫泾镇枫泾镇生产街122-124号。是一个古建筑、上海市文物保护单位。

## 沿革
火政会旧称龙王堂，全称枫泾东区火政会它是上海地区保存较为完整的近代消防机构。1923年，枫泾镇上共设八处火政会，有义务消防人员两百多人，现仅存东区火政会。1937年，枫泾救火分会又由原来的八处合并成东、南、北、中四个区会，增设了机械“泵浦”等先进设备等。1952年3月，各区火政会又合并成立为“枫泾救火总会”。1959年，“救火会”更名为“人民消防队”。原址建筑是由一幢普通民宅改建而成的，其受当时上海租界救火会建筑影响，门面墙被改建成了西式。该建筑中仍保留手压式揿龙以及泵浦牌器械。2014年，入选上海市文物保护单位。